# Франкавила ал Маре
Франкавила ал Маре (итал. Francavilla al Mare) је насеље у Италији у округу Кјети, региону Абруцо.
Према процени из 2011. у насељу је живело 21095 становника. Насеље се налази на надморској висини од 13 м.

## Становништво
Према резултатима пописа становништва 2011. у општини је живело 23.816 становника.
| 1931. | 1936. | 1951. | 1961.  | 1971.  | 1981.  | 1991.  | 2001.  | 2011.  |
| ----- | ----- | ----- | ------ | ------ | ------ | ------ | ------ | ------ |
| 8.232 | 8.741 | 9.974 | 11.168 | 12.501 | 16.919 | 21.675 | 22.883 | 23.816 |

## Партнерски градови
- Јаши